# Emilia Polak
Emilia Polak z domu Stefanowicz (ur. 8 stycznia 1885 w Drohobyczu, zm. 26 grudnia 1938 we Lwowie) – polska działaczka społeczna, radna Lwowa.

## Życiorys
Była córką Antoniego Stefanowicza (1858-1929, artysta malarz, pedagog) i Marii z domu Krzysztofowicz, która była pochodzenia ormiańskiego. Jej bratem był Kajetan (1886-1920, malarz, legionista, oficer, poległy w wojnie polsko-bolszewickiej). W 1906 jej mężem został Tadeusz Polak, prawnik, prezes Izby Skarbowej we Lwowie.
Działała społecznie, głównie w organizacjach kobiecych. Pełniła funkcję wiceprezesa Sekretariatu Porozumiewawczego Polskich Organizacji Społecznych we Lwowie (SPPOS). Działała w Związku Kół Gospodyń Wiejskich, Rodzinie Urzędniczej, Archidiecezjalnym Związku Ormian, była przewodniczącą Rady Okręgowej Rodziny Rezerwistów, Komisji dla spraw kobiecych w Sekretariacie Porozumiewawczym Pol. Organizacyj Społecznych Małopolski Wschodniej, wiceprzewodniczącą Zjednoczenia Polskich Katolickich Organizacyj Kobiecych, członkiem Rady Okręgowej Obozu Zjednoczenia Narodowego.
W 1934 została wybrana radną Rady Miasta Lwowa. W 1938 została udekorowana Złotym Krzyżem Zasługi. W 1938 została odznaczona Krzyżem Kawalerskim Orderu Odrodzenia Polski (1938).
28 grudnia 1938 została pochowana w manifestacyjnym pogrzebie we Lwowie, pod przewodnictwem bp. Bolesława Twardowskiego i z udziałem m.in. prezydenta miasta, Stanisława Ostrowskiego. W styczniu 1939 została zorganizowana uroczysta akademia żałobna w Radzie Miejskiej Lwowa ku czci Emilii Polak.